# Ленва (верхний приток Чёрмоза)
Ленва — река в России, протекает в Юсьвинском и Ильинском районах Пермского края. Устье реки находится в 91 км по левому берегу реки Чёрмоз. Длина реки составляет 14 км.
Исток реки в лесах Верхнекамской возвышенности в 14 км к юго-востоку от села Юсьва. Река течёт на юго-восток, всё течение проходит по ненаселённому лесному массиву. Верхнее и среднее течение проходят по Юсьвинскому району, нижнее — по Ильинскому. Впадает в Чёрмоз выше деревни Нифонтово.

## Данные водного реестра
По данным государственного водного реестра России относится к Камскому бассейновому округу, водохозяйственный участок реки — Кама от города Березники до Камского гидроузла, без реки Косьва (от истока до Широковского гидроузла), Чусовая и Сылва, речной подбассейн реки — бассейны притоков Камы до впадения Белой. Речной бассейн реки — Кама.
По данным геоинформационной системы водохозяйственного районирования территории РФ, подготовленной Федеральным агентством водных ресурсов:
- Код водного объекта в государственном водном реестре — 10010100912111100009110
- Код по гидрологической изученности (ГИ) — 111100911
- Код бассейна — 10.01.01.009
- Номер тома по ГИ — 11
- Выпуск по ГИ — 1